# Solanum fusiforme
Solanum fusiforme är en potatisväxtart som beskrevs av Lyman Bradford Smith och Robert Jack Downs. Solanum fusiforme ingår i släktet skattor som ingår i familjen potatisväxter. Inga underarter finns listade i Catalogue of Life.